# 千現
千現（せんげん）は茨城県つくば市の地名。現行行政地名は千現一丁目及び二丁目。郵便番号は305-0047。

## 地理
つくば市の東部に位置し、筑波研究学園都市研究学園地区南部に位置する。
地内の大部分は宇宙航空研究開発機構筑波宇宙センター（二丁目）及び、物質・材料研究機構（一丁目）であるが、一部は住宅街となっている。
東は並木・倉掛、西は二の宮、南は東、北は竹園と接している。

### 地価
住宅地の地価は、2014年（平成26年）1月1日の公示地価によれば、千現1丁目18番1の地点で12万3000円/m2となっている。

## 歴史

### 町名の変遷
| 実施後     | 実施年月日                 | 実施前（各大字ともその一部）                                                                           |
| ---------- | -------------------------- | --- |
| 千現一丁目 | 1977年（昭和52年）9月13日  | 大字倉掛字百堂                                                                                         |
| 千現一丁目 | 1978年（昭和52年）2月10日  | 大字倉掛字谷向・字百堂・字新堀                                                                         |
| 千現一丁目 | 1978年（昭和52年）12月26日 | 大字小野崎字砂、大字倉掛字百堂、大字倉掛字平土地・字谷向・字新田後・字谷の前・字千現前・字新堀・字百堂 |
| 千現二丁目 | 1978年（昭和52年）2月10日  | 大字倉掛字新田・字二反歩・字竹ノ内・字平土地・字新田後、大字大角豆字境山                               |
| 千現二丁目 | 1978年（昭和52年）12月26日 | 大字小野崎大字戸ノ内、大字倉掛字二反歩・字平土地・字谷向・字竹の内・字新田後・字新堀                   |

## 世帯数と人口
2017年（平成29年）8月1日現在の世帯数と人口は以下の通りである。
| 丁目      | 世帯数    | 人口    |
| --------- | --------- | ------- |
| 千現1丁目 | 828世帯   | 1,826人 |
| 千現2丁目 | 384世帯   | 836人   |
| 計        | 1,212世帯 | 2,662人 |

## 小・中学校の学区
公立の小・中学校に通学する場合、学区は次のようになる
。
| 丁目   | 番地                   | 小学校       | 中学校       |
| ------ | ---------------------- | ------------ | ------------ |
| 一丁目 | 3～10番地              | 竹園東小学校 | 竹園東中学校 |
| 一丁目 | 1、2番地及び11～23番地 | 竹園西小学校 | 竹園東中学校 |
| 二丁目 | 全域                   | 竹園西小学校 | 竹園東中学校 |

## 施設
一丁目
- 物質・材料研究機構

二丁目
- 宇宙航空研究開発機構筑波宇宙センター